# Sweet Dreams (película de 1985)
Sweet Dreams es una película dirigida por Karel Reisz.

## Argumento
La actriz Jessica Lange da vida a la cantante Patsy Cline que falleció a los 31 años, estrellándose en la localidad de Camden (Tennessee).

## Reparto
| Actor          | Personaje                                                                                | Notas         |
| -------------- | ---------------------------------------------------------------------------------------- | ------------- |
| Jessica Lange  | Patsy Cline                                                                              |               |
| Ed Harris      | Charlie Dick, esposo de Patsy                                                            |               |
| Ann Wedgeworth | Hilda Patterson Hensley, madre de Patsy                                                  |               |
| David Clennon  | Randy Hughes, administrador de Patsy y piloto del malogrado avión en el cual Patsy murió |               |
| James Staley   | Gerald Cline, primer esposo de Patsy                                                     |               |
| Gary Basaraba  | Woodhouse                                                                                |               |
| John Goodman   | Otis                                                                                     |               |
| P. J. Soles    | Wanda                                                                                    |               |
| Jerry Haynes   | Owen Bradley, productor legendario de Nashville                                          |               |
| Dennis Saylor  | Extra                                                                                    | No acreditado |
| Boxcar Willie  | Hombre en celda con Charlie                                                              |               |

- Datos: Q2543479